# Clivage
Pour les articles homonymes, voir Clivage (homonymie).

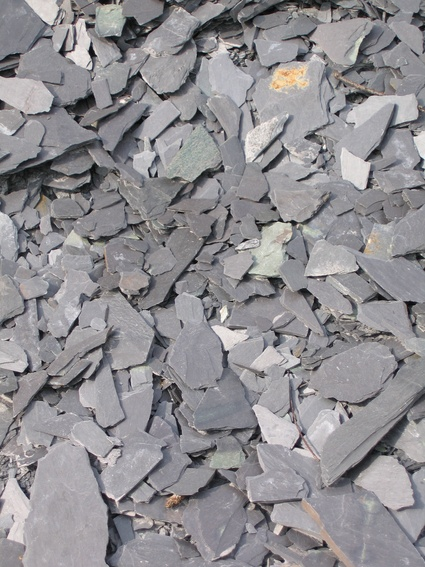
L'ardoise est une roche qui se débite facilement suivant des plans de clivage.

Le clivage est l'aptitude de certains minéraux à se fracturer selon des surfaces planes dans des directions privilégiées lorsqu'ils sont soumis à un effort mécanique (un choc ou une pression continue). L'existence et l'orientation des plans de clivage dépendent de la symétrie et de la structure cristalline (plans des liaisons les plus faibles du réseau) et sont donc caractéristiques des espèces.
Lorsque les surfaces de fractures sont irrégulières, on parle de cassure. Clivages et cassures sont des critères importants de détermination des minéraux.
Il existe parfois des plans de séparation qui ne sont pas des clivages. Ces séparations (parting en anglais) ne sont pas directement liées à la structure du cristal mais s'expliquent par des variations dans la géométrie du réseau causées par un accident : altération, présence de macle, etc.
C'est à partir de ses observations sur les clivages de la calcite que René Just Haüy a développé la notion de « molécule intégrante » qui donnera naissance à celle de maille cristalline, introduite en 1840 par Gabriel Delafosse, son élève (voir cristal). Il passe à ce titre pour l'inventeur, avec Jean-Baptiste Romé de L'Isle, de la cristallographie.

## Plans de clivage

Fig. 1 : Relation entre l'espacement des plans réticulaires et la densité de nœuds (Vue bidimensionnelle). Le clivage s'effectue parallèlement aux plans les plus denses et les plus espacés.

Les plans de clivage correspondent à des plans de faiblesse dans la structure cristalline et sont spécifiques à chaque espèce minérale. Ils sont toujours parallèles à une face possible de la forme cristalline. Ils appartiennent, comme elles, à des familles de plans réticulaires particuliers et peuvent être décrits à l'aide des indices de Miller.
Les plans de clivage présentent une densité de nœuds (d'atomes) maximale et une importante distance interréticulaire avec les plans parallèles voisins (figure 1). Il en résulte une moindre résistance aux contraintes dans le sens des plans de clivages, alors que la cohésion est forte dans les autres directions. Un minéral possédant un clivage parfait est difficile à briser selon une autre direction. Le clivage est plus ou moins facile selon la compacité du cristal.

## Observation

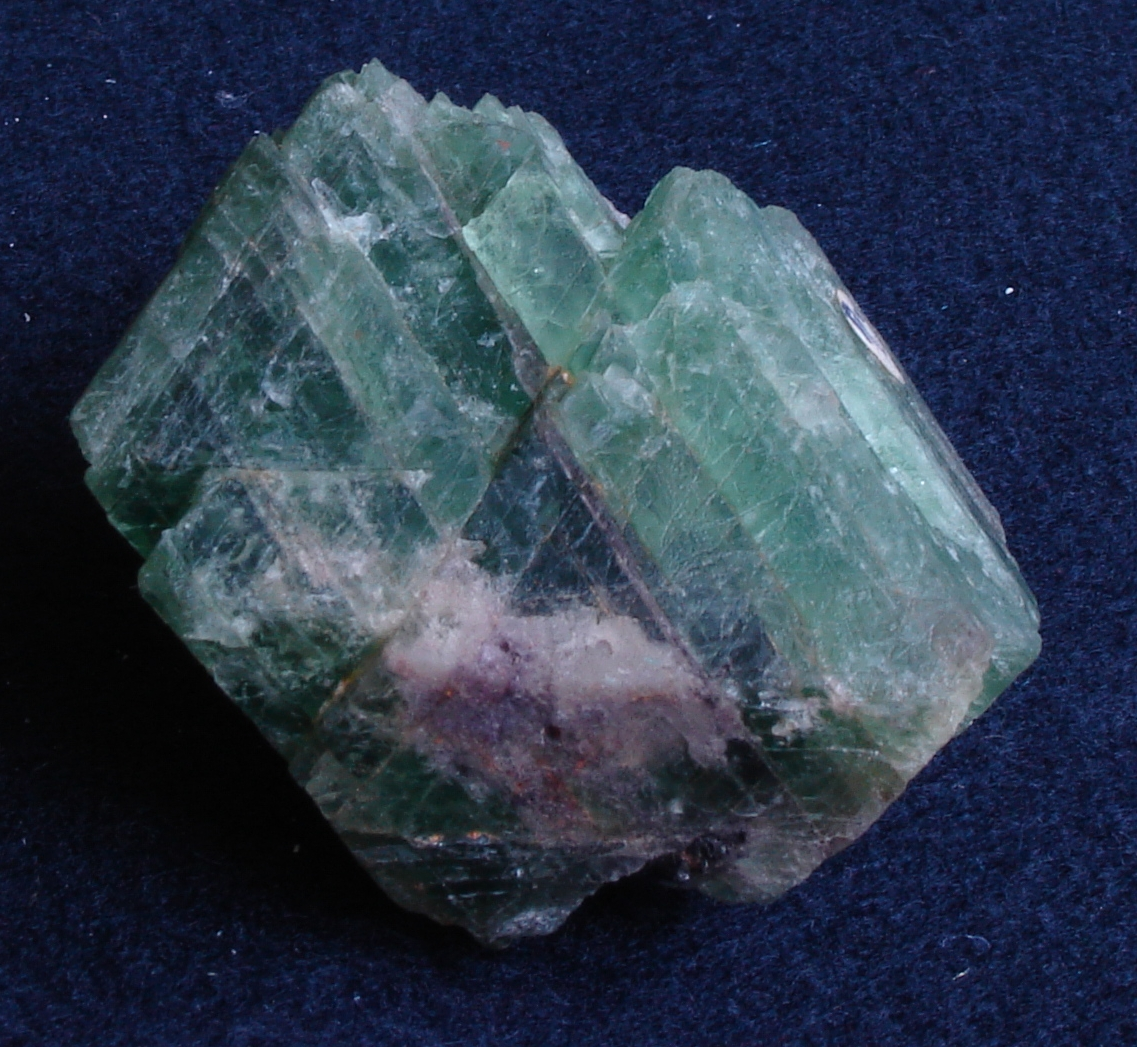
Fig. 2 : Fluorite avec un clivage octaédrique proéminent

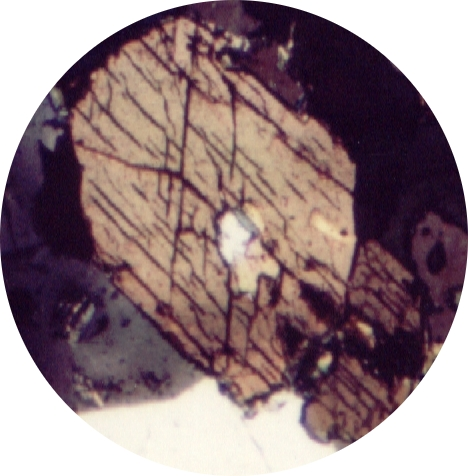
Fig. 3 : Lame mince observée au microscope polarisant. Deux directions de clivage forment un angle de 56-124° caractéristique du clivage prismatique des amphiboles.

Lorsque les cristaux sont bien formés, les clivages peuvent parfois être observés à l'œil nu ou à la loupe, sur le terrain, avec un simple marteau de géologue ou un couteau (figure 2). Cependant de très nombreux minéraux cristallisent sans développer de faces observables, par exemple : fibres, cristallites, agrégats xénomorphes, etc. On a alors recours au microscope optique, le plus souvent en lumière polarisée.
Au microscope, on ne peut observer que des lames minces. Les clivages observables pour un minéral donné dépendent de l’orientation des sections de coupe. Lorsque deux directions de clivage sont visibles, on peut mesurer l'angle formé. En recoupant les observations sur différentes sections, on obtient une bonne indication de la symétrie et de la structure du minéral (figure 3).
Lorsque le clivage est parfait, il peut être difficile de différencier une face cristalline et une surface de fracture plane correspondant à un plan de clivage. Toutes deux reflètent la même géométrie et la même structure interne. Les faces cristallines sont généralement plus ternes. Les surfaces de clivages peuvent apparaître légèrement nacrées en raison de la pénétration d'air dans les plans de clivage sous-jacents.
Il n'est pas toujours utile de cliver totalement un cristal pour mettre les directions de clivage en évidence : on peut souvent deviner un « démarrage » de clivage à l'intérieur des cristaux.

## Types
En fonction de leur structure, les minéraux peuvent avoir aucune, une, ou plusieurs directions de plans de clivage. Le nombre de directions et les angles qu'elles forment entre elles permettent de définir des types de clivages génériques :
- pas de clivage : lorsqu'il se brise, le minéral ne présente que des surfaces irrégulières, quelconques. Les minéraux sans clivage sont rares. Par exemple, les minéraux de la famille du quartz ne présentent que rarement des clivages, mais très communément une cassure conchoïdale typique (arcs de cercles autour du point de rupture, éclats lisses mais non plans, surfaces onduleuses) ;
- une direction de clivage dominante : clivage basal, ou pinacoïdal. Les cristaux se fragmentent en paillettes, en lamelles ou en feuillets parallèles à la base du cristal. Les limites dans les autres directions sont irrégulières. Par exemple, les phyllosilicates, et en particulier les micas ;
- deux directions de clivage dominantes : clivage prismatique. Les plans de clivage verticaux fendent les prismes d'origine dans leur longueur.  On obtient des cristaux de forme très allongée, pouvant aller jusqu'à former des fibres. C'est le cas notamment des pyroxènes et des amphiboles ;
- trois directions de clivage ou plus : clivage cubique, rhomboèdrique, octaédrique, etc. Les cristaux sont de forme compacte, sans allongement marqué. Par exemple, la halite a un clivage cubique, parallèlement à ses faces cristallines.

## Qualité du clivage
Pour la détermination des minéraux, il peut être important d'avoir une description qualitative des clivages :
- la facilité à obtenir le clivage renseigne sur la compacité du minéral. Les clivages sont dits faciles, difficiles ou très difficiles (easy, hard, et difficult, en anglais) ;
- la qualité des surfaces de clivage renseigne sur la structure cristalline du minéral. On distingue différents degrés, par exemple :
  - excellent : le minéral se clive en fines lamelles : graphite, gypse, muscovite,
  - parfait : le minéral se clive en formes régulières délimitées par les plans de clivage : calcite, galène, halite,
  - bon : les plans de clivage ne sont pas parfaitement droits : feldspath, pyroxène,
  - imparfait : le clivage n'est pas net : soufre, apatite, cassitérite,
  - mauvais : pas de clivage, on parle alors de cassure : argile, calcaire.

## Utilité

### Minéralogie
Le clivage est une clé de détermination des minéraux. La connaissance des espèces minérales et de leur structure cristalline sont des informations essentielles dans de nombreux domaines scientifiques plus ou moins associés à la géologie tels que : pétrologie, volcanologie, pédologie, mais aussi paléontologie, astrophysique, planétologie, etc.

### Joaillerie
Le clivage est un élément important que les lapidaires prennent en compte pour la taille des gemmes. Les pierres avec un clivage facile peuvent se briser, ce qui les rend difficiles à tailler, les plans de clivage étant parfois très difficiles à distinguer. À l'opposé, les techniques de taille par percussion mettent à profit les clivages pour façonner une pierre selon sa forme cristalline naturelle. Le clivage a également été employé pour scinder de gros cristaux en pièces plus petites. Pour limiter les risques d'endommagement des pièces de valeur, on utilise aujourd'hui plus volontiers des scies perfectionnées ou le laser.

### Micro-électronique
Les matériaux semi-conducteurs sont des monocristaux synthétiques généralement commercialisés sous la forme de wafers, disques fins sur lesquels sont gravés en série les circuits intégrés et notamment les microprocesseurs. La séparation mécanique des éléments gravés est facilitée par l'orientation fine des plans de clivage. Les semi-conducteurs élémentaires (Si, Ge, diamant) ont une structure diamant : une orientation adéquate du wafer permet d'obtenir par clivage des rectangles presque parfaits. La plupart des autres semi-conducteurs commerciaux (GaAs, InSb, SiGe, etc.) ont une structure blende, avec des plans de clivages similaires.

## Galerie

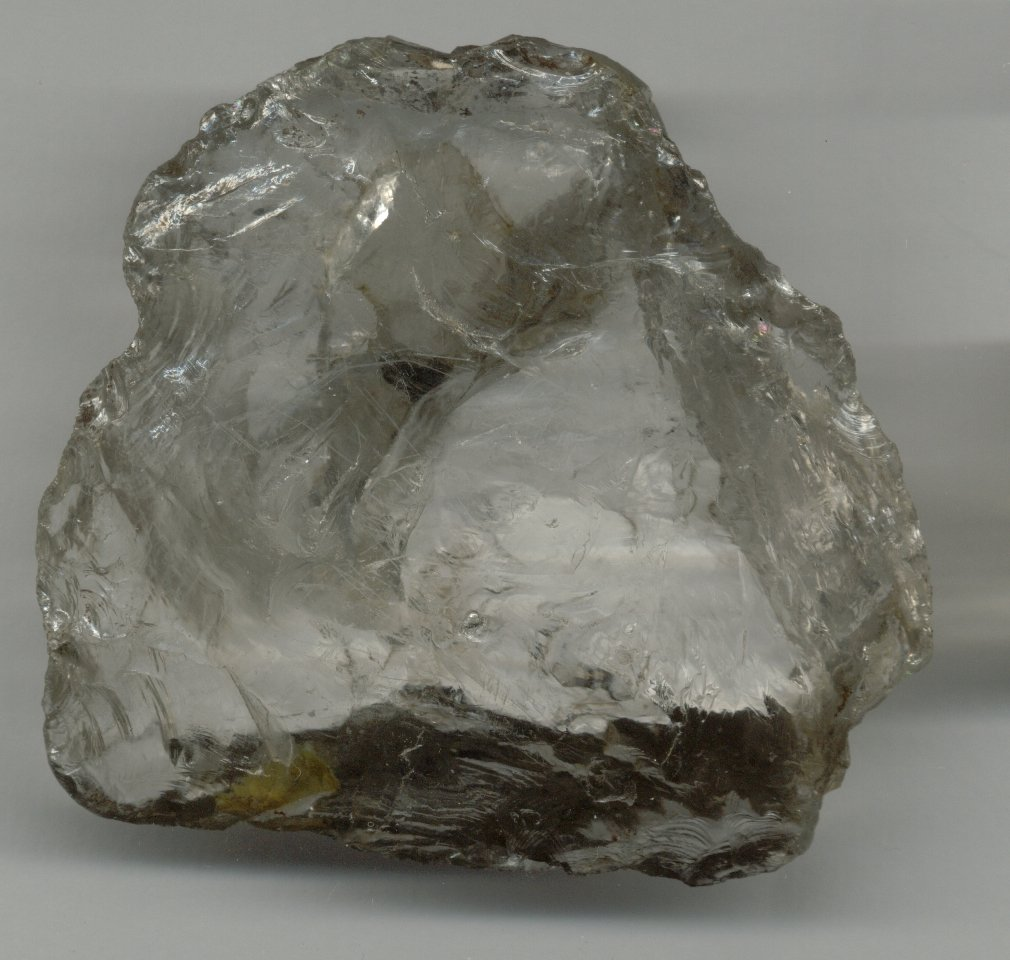
Le quartz ne possède pas de plan de clivage. Il admet des cassures dites conchoïdale.
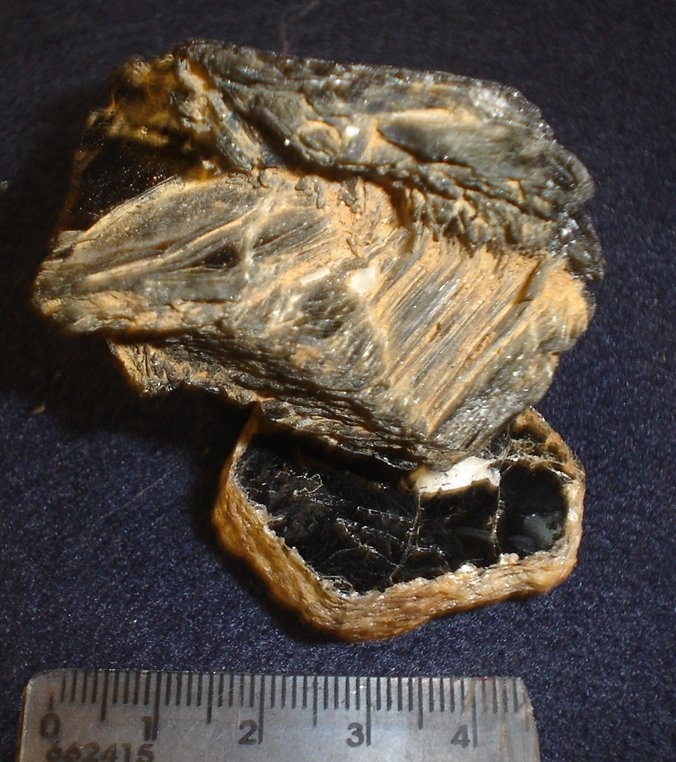
Clivage basal parfait dans une biotite. On distingue les plans de clivage parallèles (feuilletage).
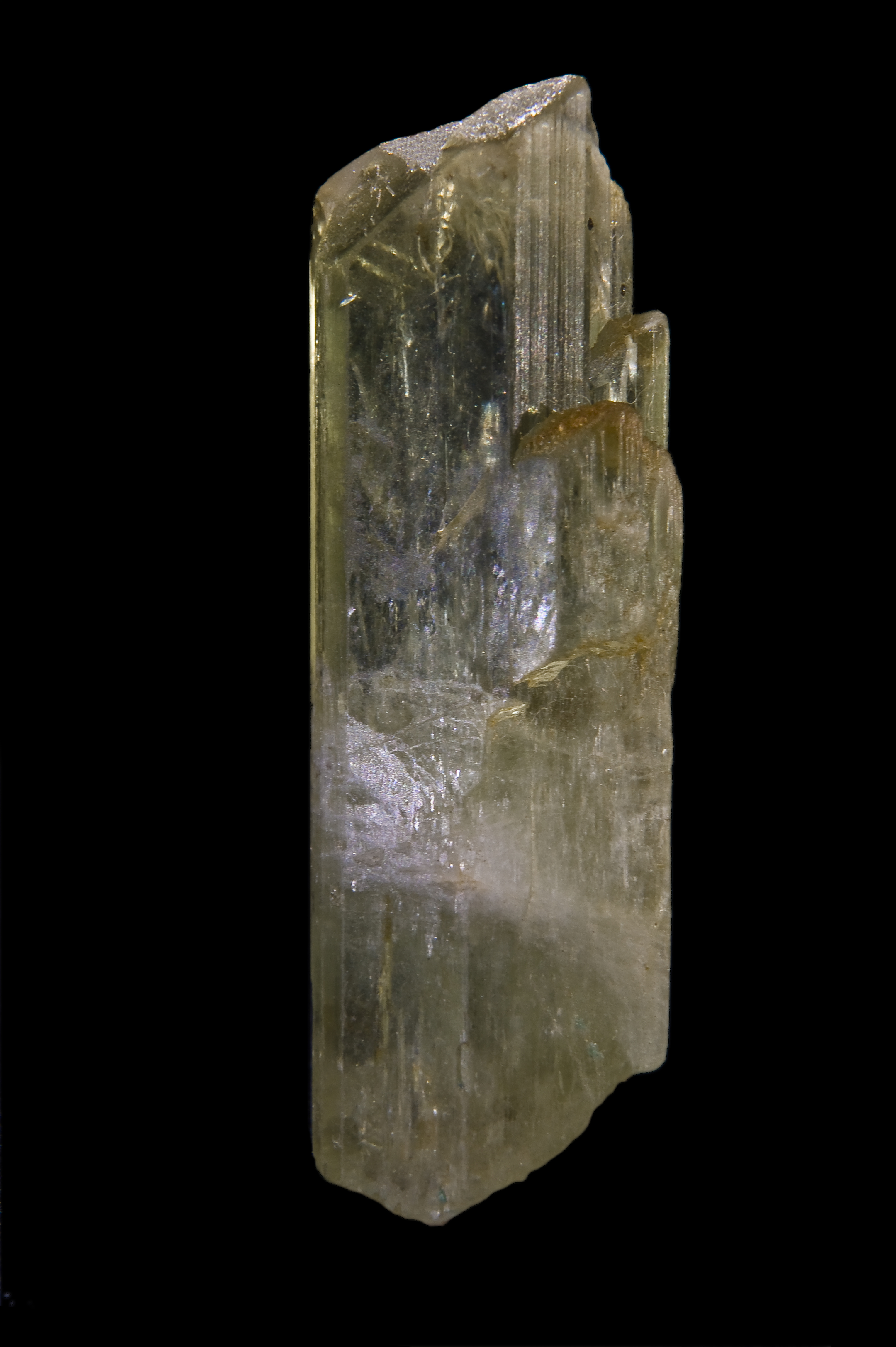
Clivage prismatique de l'hiddenite, variété de spodumène. Les plans de clivage verticaux forment des angles de 87-93° caractéristiques des pyroxènes.
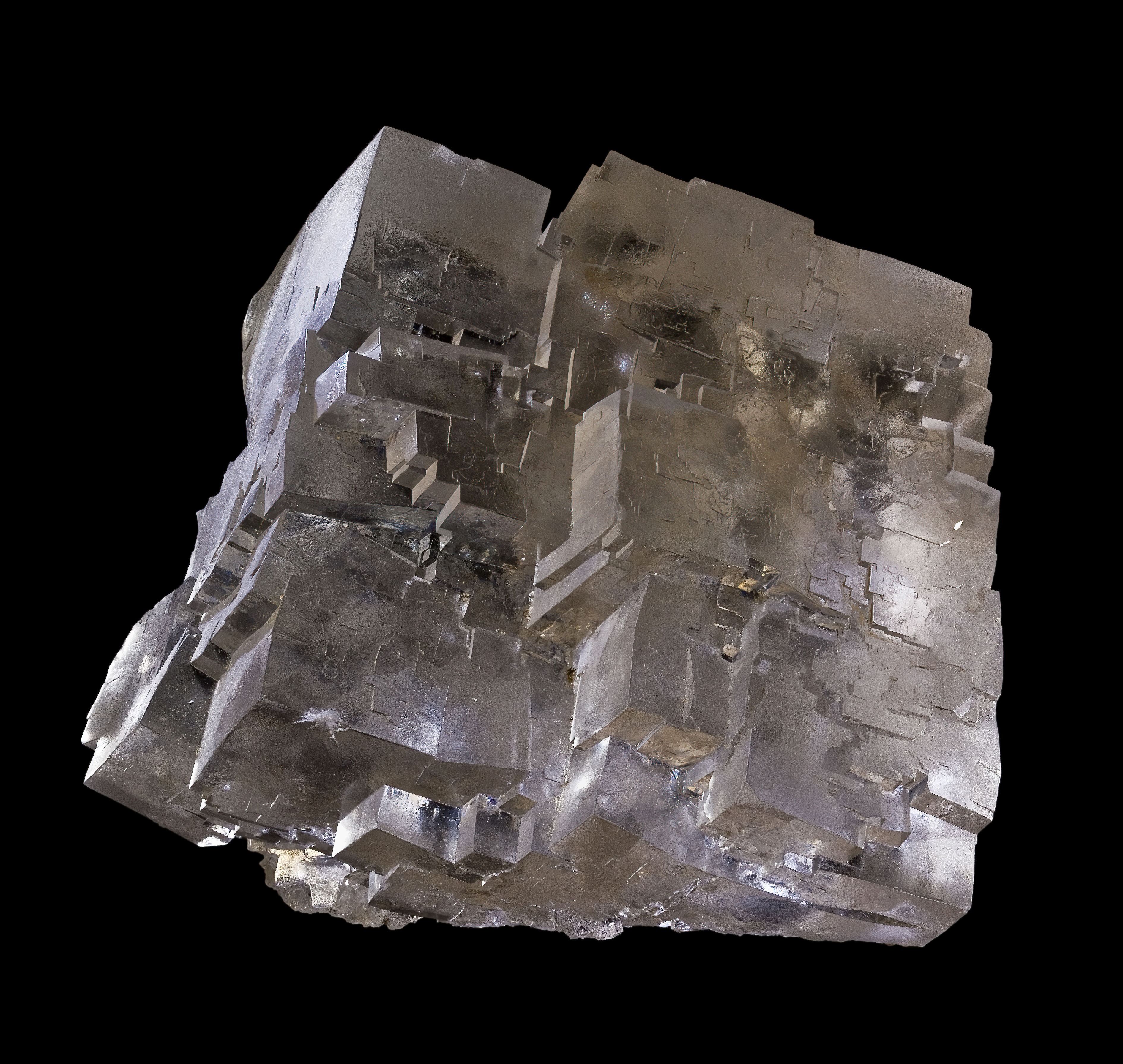
Clivage cubique de la halite (sel gemme). Les plans de clivage sont parallèles aux faces cristallines.